# Montagu Edmund Parker
Montagu Edmund Parker (1737-1813) , de Whiteway House, près de Chudleigh, et de Blagdon dans la paroisse de Paignton, tous deux situés dans le Devon, est shérif de Devon en 1789.

## Famille

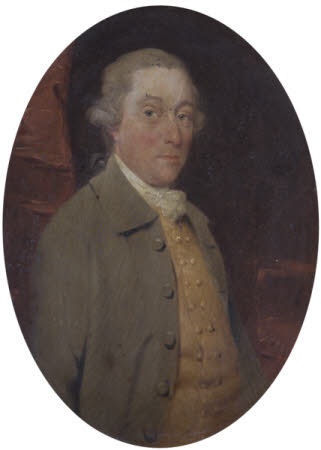
Montagu Edmund Parker (1737-1813), portrait miniature 1780, de John Downman (1750-1824).

Il est né en 1737, troisième fils de John Parker (1703-1768)  de Boringdon Hall, Plympton, de Saltram House, Plympton et de Court House North Molton, tous situés à Devon, et de son épouse Catherine Poulett (1706- 1758), qu'il épouse en 1725, fille de John Poulett (1er comte Poulett) et de son épouse Bridget Bertie, petite-fille de Montagu Bertie (2e comte de Lindsey). Son frère aîné est John Parker (1er baron Boringdon) (1735-1788) de Saltram. La famille Parker s’est fait connaître au milieu du XVIe siècle en tant que bailli du manoir de North Molton, dans le Devon, dirigé par le baron Zouche de Haryngworth .

## Carrière
Il sert en tant que shérif de Devon en 1789 . Il hérite de plusieurs domaines secondaires de son père, notamment Blagdon, Paignton  et de Collaton Kirkham (maintenant Collaton St Mary), que son père a hérité de son frère cadet Francis Parker de Blagdon. Le pub à Collaton St Mary est appelée "Parkers Arms" (sic) après son mandat .

## Mariage et descendance

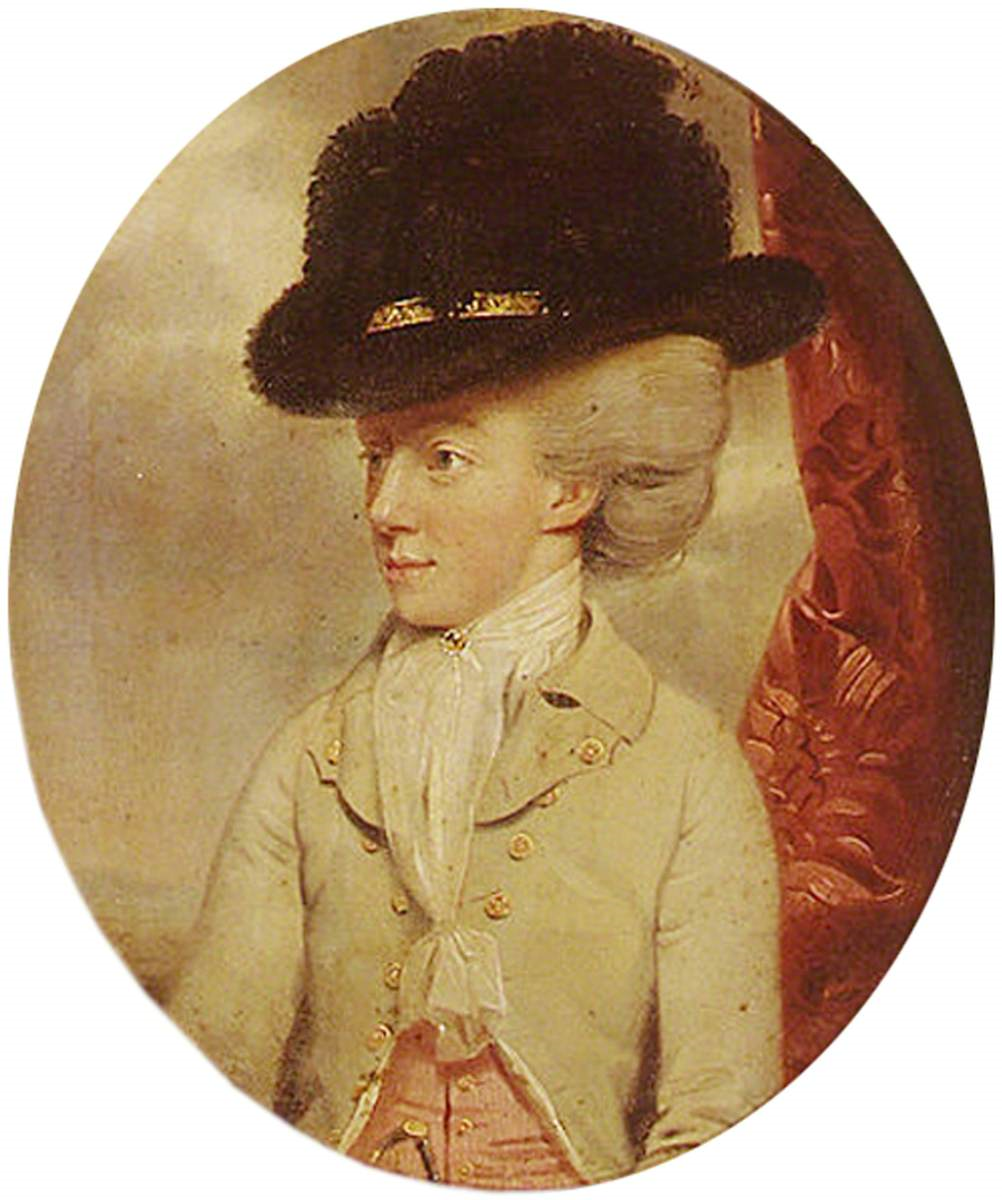
Charity Ourry (1752-1786) épouse de Montagu Edmund Parker (décédé en 1831). Portrait de John Downman (1750-1824)

En 1772, il épouse Charity Ourry (1752-1786), fille de l'amiral Paul Henry Ourry (1719-1783), de Plympton House (en) dans la paroisse de Plympton St Maurice, Devon, député de Plympton Erle 1763-1775 et commissaire de Chantier naval de Plymouth. Paul Ourry est le deuxième fils de Louis Ourry, un réfugié huguenot de Blois en France, qui a obtenu la nationalité britannique en 1713 et une commission dans l'armée britannique. La mère de Charity Ourry est Charity Treby, fille de George II Treby de Plympton House. Par sa femme il a deux fils:
- Montagu Edmund Parker II (décédé en 1831), qui survit à son père. Il épouse en 1806 Harriet Newcombe, fille de John Newcombe de Starcross[9]. Il laisse deux fils et une fille:
  - Montagu Edmund Newcombe Parker (1807-1858), fils aîné, héritier et héritier de son grand-père, Whiteway, député de South Devon. Il est mort sans descendance et son monument est dans la cathédrale d'Exeter [9]
  - John Parker (d.1847) [11],[9], qui, en 1841, épouse Lady Catherine Caroline Leslie, fille de George Leslie et Henrietta Leslie, 14e comtesse de Rothes. Lady Catherine est décédée en 1844[12]. Une fille, Louisa Harriet [13], décédée en 1852 [14] à l'âge de 9 ans.
  - Harriet Sophia Parker, qui en 1842 se marie avec Edmund Parker (2e comte de Morley) (1810-1864), son cousin germain et est la mère d'Albert Parker, troisième comte de Morley [9]
- Francis Parker (né en 1782) [15], probablement décédé avant 1823[16].

Il est décédé en janvier 1813. Un testament est inscrit en 1814 à Chudleigh . Ses funérailles semble avoir eu lieu à l'église St John, Paignton, l'église paroissiale de sa résidence secondaire à Blagdon .